# 法蘭克·庫洛塔
法蘭克·庫洛塔（英語：Frank Cullotta，1938年12月14日—2020年8月20日）是一名美國的黑幫。他為芝加哥犯罪集團工作，而且是與黑幫朋友安東尼·斯皮洛特一起在拉斯維加斯「牆上洞幫」（Hole in the Wall Gang）的成員。1982年被捕後，他成為了政府的證人，並參加了證人保護項目。庫洛塔後來成為作家和導遊。他在2020年8月20日因為與2019冠狀病毒病相關的併發症而去世。

## 早年
庫洛塔於1938年12月14日出生在伊利諾州的芝加哥。他在1953年入讀斯泰因梅茨高中。庫洛塔的父親Joe Cullotta也是一名罪犯，但與芝加哥犯罪集團無聯系。庫洛塔的童年朋友是安東尼·斯皮洛特羅，十幾歲時就一起開始犯罪生涯，參與偷竊、入室盜竊和謀殺。
1962年，庫洛塔殺死了William McCarthy和James Miraglia，後來他承認謀殺，屍體在1962年5月14日被發現在汽車後面的行李箱中。McCarthy的頭被放在虎鉗中，他的喉嚨被割斷，而Miraglia被勒死。
1968年，庫洛塔被判入室盜竊罪，判處8年入獄。1972年被假釋，但被轉移到特雷霍特聯邦監獄設施服刑，以履行其聯邦部分的刑期。六個月後，他被轉移到一間中途宿舍，最終在1974年獲釋。

## 牆上洞幫
1979年初，庫洛塔移居到拉斯維加斯，加入了斯皮洛特羅，後者自1971年就已經在那裡，而他的團隊聚集了經驗豐富的小偷、保險箱竊賊和殺手。其成員在媒體上被稱為「牆上洞幫」（Hole in the Wall Gang），是因為他們愛好透過在外牆和天花板鑽孔來闖入房屋和建築物內盜竊。
1979年10月10日，庫洛塔殺死了線人Sherwin "Jerry" Lisner，他後來也承認謀殺。
1981年7月4日，牆上洞幫在拉斯維加斯的東撒哈拉大道上搶劫Bertha's禮物與家飾店。該搶劫失敗了，許多幫派成員被捕，包括庫洛塔、Joe Blasko、Leo Guardino、Ernest Davino、Lawrence Neumann和Wayne Matecki，他們各被控盜竊罪、串謀實行盜竊罪、企圖大盜竊罪以及藏有盜竊工具罪。
1982年，庫洛塔再次入獄，聯邦調查局（FBI）與他接洽，竊聽斯皮洛特羅與某人談論有關「必須清洗我們過去的醜事」，庫洛塔以此當作暗示要謀殺他。因此，在1982年7月，庫洛塔與檢察官們達成了一項協議。
1983年9月，斯皮洛特羅因在Lisner謀殺案中串謀和妨礙司法公正而被起訴，並以$ 100,000保釋金獲釋。在1983年10月的一次審判中，庫洛塔承認他參與了超過300項犯罪，其中包括四宗謀殺、作偽證、搶劫和盜竊。他還作證說，拉斯維加斯的老大斯皮洛特羅命令他打電話，引誘1962年謀殺受害者之一的William McCarthy到一間快餐店。斯皮洛特羅在那年末期被判無罪釋放。
庫洛塔因其先前未受到指控的罪行而享有豁免權，但被判10年監禁，庫洛塔情緒爆發後減為8年。他在聖地亞哥大都會懲教中心服刑兩年，直到1984年他被假釋參加證人保護項目，並被判兩年緩刑為止。他曾在該項目中以假名身份待了兩年，隨時要移居到包括德薩斯州、科羅拉多州的埃斯特斯公園、密西西比州的比洛克西和格爾夫波特，以及阿拉巴馬州的莫比爾等的地方。

## 犯罪後的生活
馬田·史高西斯的1995年電影《賭城風雲》是改編自尼古拉斯·派勒吉的1995年書籍《Casino: Love and Honor in Las Vegas》，庫洛塔曾為該書提供資料。庫洛塔在電影裡被改名為「Frank Marino」，由法蘭克·文森特飾演他。庫洛塔為該電影擔任技術顧問，也在電影中扮演殺手。
庫洛塔與Dennis N. Griffin合作寫過兩本書籍，《Cullotta: The Life of a Chicago Criminal, Las Vegas Mobster, Government Witness》（2007年，也與Dennis Arnoldy編寫）和《The Rise and Fall of a 'Casino' Mobster: The Tony Spilotro Story Through A Hitman's Eyes》（2017年），以及參與了製作幾部紀錄片。庫洛塔曾在拉斯維加斯的黑幫博物館擔任導遊和演講者。
2020年1月，庫洛塔開設了名為「Coffee with Cullotta」的YouTube頻道。

## 逝世
2020年8月20日，庫洛塔因與2019冠狀病毒病相關的併發症和其他醫療問題在拉斯維加斯的一間醫院內去世，享年81歲。他的死訊也在他的YouTube頻道「Coffee with Cullotta」上公布。